# Hai jin
Hǎi jìn (chinesisch 海禁, Pinyin Hǎijìn, Jyutping Hoi2jam3 – „Seeverbot“) war das Verbot privater Seefahrt in China zur Zeit der Ming-Dynastie. Das Verbot galt von 1368 bis 1405 und wurde zwischen 1550 und 1567 erneut angewandt.

## Seeverbot
Bereits 1277/78 wurden Schifffahrtsbehörden eingerichtet, die den Handel kontrollieren sollten. Das Seeverbot geht auf den ersten Ming-Kaiser Hongwu zurück und wurde im Ming-Kodex ratifiziert. Als Strafen gegen Verstöße drohte  körperliche Züchtigung aber auch die Exekution.
Das Anliegen war, illegalen privaten Handel ('ssu') über das Meer zu unterbinden, da man die Gefahr von Piraten (v. a. der japanischen „Wokou“) fürchtete, die von einem regen Schiffsverkehr angezogen werden würden. Primär galt es also, die militärische Macht zu festigen, auch weil das Land selbst vor allem zu Beginn der Dynastie (1368–1402) im Inneren sehr instabil war und weiterhin Gefahren von außerhalb drohten (Mongolen, Timuren, Oiraten). Weitere Gründe sind die Angst der Herrschenden vor der Macht reicher Kaufleute und der gegen Expansion gewandte Konfuzianismus.

## Konflikte zwischen den Parteien
Da die chinesischen Kaiser das Handelsmonopol in Form des Tributhandels für sich beanspruchten, die Küstenbewohner aber mitnichten auf den kommerziellen Nutzen des Seehandels verzichten wollten oder konnten (wie Fujian), entstand ein blühendes System der Contrabande (= von Schmuggel und Schwarzmarkt), welches durch bestechliche Beamte und Militärs gestützt wurde. Zeitweise versuchte man, die Handelsschifffahrt mit Hilfe von Schifffahrtsbehörden zu kontrollieren und somit den Austausch mit als tributpflichtig anerkannten Ländern zu ermöglichen.
Allerdings stemmten sich auch die Kaufleute an der Küste gegen eine vollkommene Liberalisierung des Handels, da in diesem Fall das Privileg ihrer sozialen Netzwerke gegenüber der ärmeren Bevölkerung nichtig geworden wäre.

## Ende des Seeverbots
Mitte des 16. Jahrhunderts wurde erkannt, dass Einfälle von Marodeuren meist von marktlosen Kaufleuten ausgingen, die von der Bevölkerung in Ermangelung anderer Einnahmequellen unterstützt wurden. Gleichzeitig mit dem Umsturz des Seeverbotes wurde auch das chinesische System der Tributdiplomatie in Frage gestellt.